# رايبانسك
رايبانسك (بالروسية: Рыбинск) هي إحدى مدن روسيا في الكيان الفدرالي الروسي ياروسلافل أوبلاست.

## المناخ
يظهر الجدول التالي التغييرات المناخية على مدار السنة لرايبانسك:
| البيانات المناخية لـرايبانسك      | البيانات المناخية لـرايبانسك | البيانات المناخية لـرايبانسك | البيانات المناخية لـرايبانسك | البيانات المناخية لـرايبانسك | البيانات المناخية لـرايبانسك | البيانات المناخية لـرايبانسك | البيانات المناخية لـرايبانسك | البيانات المناخية لـرايبانسك | البيانات المناخية لـرايبانسك | البيانات المناخية لـرايبانسك | البيانات المناخية لـرايبانسك | البيانات المناخية لـرايبانسك | البيانات المناخية لـرايبانسك |
| الشهر                             | يناير                        | فبراير                       | مارس                         | أبريل                        | مايو                         | يونيو                        | يوليو                        | أغسطس                        | سبتمبر                       | أكتوبر                       | نوفمبر                       | ديسمبر                       | المعدل السنوي                |
| --------------------------------- | ---------------------------- | ---------------------------- | ---------------------------- | ---------------------------- | ---------------------------- | ---------------------------- | ---------------------------- | ---------------------------- | ---------------------------- | ---------------------------- | ---------------------------- | ---------------------------- | ---------------------------- |
| الدرجة القصوى °م (°ف)             | 7.0 (44.6)                   | 6.2 (43.2)                   | 17.3 (63.1)                  | 28.0 (82.4)                  | 33.6 (92.5)                  | 33.5 (92.3)                  | 37.2 (99.0)                  | 36.0 (96.8)                  | 29.4 (84.9)                  | 24.8 (76.6)                  | 13.2 (55.8)                  | 8.9 (48.0)                   | 37.2 (99.0)                  |
| متوسط درجة الحرارة الكبرى °م (°ف) | −5.7 (21.7)                  | −5.1 (22.8)                  | 1.3 (34.3)                   | 9.6 (49.3)                   | 17.3 (63.1)                  | 21.1 (70.0)                  | 23.5 (74.3)                  | 20.8 (69.4)                  | 14.8 (58.6)                  | 7.7 (45.9)                   | −0.1 (31.8)                  | −4.2 (24.4)                  | 8.4 (47.1)                   |
| المتوسط اليومي °م (°ف)            | −10.1 (13.8)                 | −9.5 (14.9)                  | −4.1 (24.6)                  | 4.0 (39.2)                   | 11.0 (51.8)                  | 16.0 (60.8)                  | 18.2 (64.8)                  | 16.1 (61.0)                  | 10.4 (50.7)                  | 4.4 (39.9)                   | −2.4 (27.7)                  | −7.1 (19.2)                  | 3.9 (39.0)                   |
| متوسط درجة الحرارة الصغرى °م (°ف) | −11.8 (10.8)                 | −12.0 (10.4)                 | −6.3 (20.7)                  | 0.6 (33.1)                   | 7.0 (44.6)                   | 11.9 (53.4)                  | 14.5 (58.1)                  | 12.3 (54.1)                  | 7.4 (45.3)                   | 2.4 (36.3)                   | −4.1 (24.6)                  | −9.5 (14.9)                  | 1.0 (33.9)                   |
| أدنى درجة حرارة °م (°ف)           | −40.1 (−40.2)                | −38.9 (−38.0)                | −34.6 (−30.3)                | −21.9 (−7.4)                 | −3.1 (26.4)                  | 0.8 (33.4)                   | 5.2 (41.4)                   | 0.3 (32.5)                   | −5.9 (21.4)                  | −17.8 (0.0)                  | −26.3 (−15.3)                | −42.6 (−44.7)                | −42.6 (−44.7)                |
| الهطول مم (إنش)                   | 46 (1.8)                     | 36 (1.4)                     | 34 (1.3)                     | 38 (1.5)                     | 51 (2.0)                     | 70 (2.8)                     | 80 (3.1)                     | 78 (3.1)                     | 64 (2.5)                     | 58 (2.3)                     | 51 (2.0)                     | 48 (1.9)                     | 654 (25.7)                   |
| المصدر:                           |                              |                              |                              |                              |                              |                              |                              |                              |                              |                              |                              |                              |                              |

## أعلام
- يوجين يورك
- غينريخ ياغودا
- أليكسي أفشينين